# Liste der Baudenkmäler in Egg an der Günz

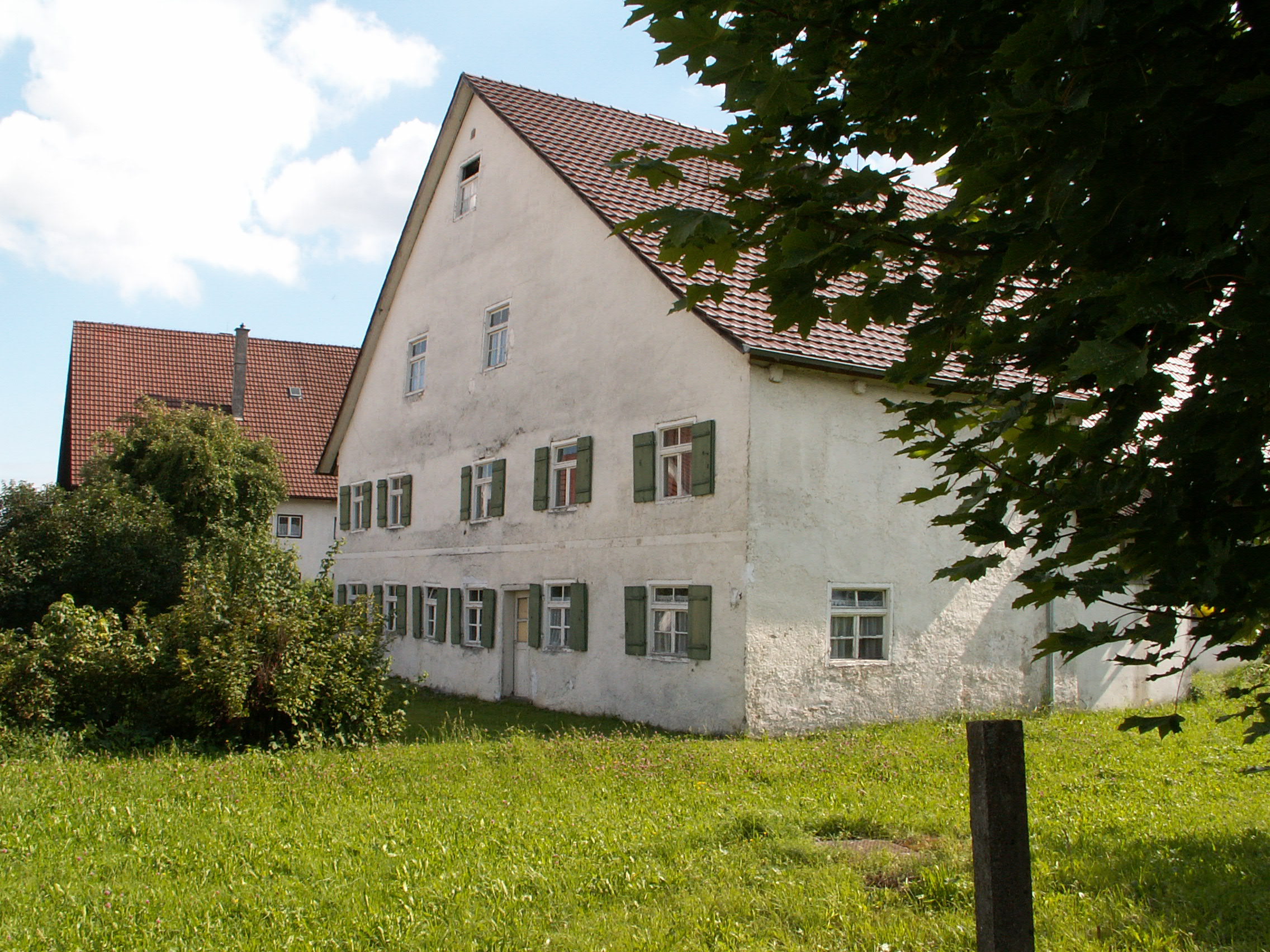
Schwäbisches Bauernhaus in Egg an der Günz

Auf dieser Seite sind die Baudenkmäler in der schwäbischen Gemeinde Egg an der Günz zusammengestellt. Diese Tabelle ist eine Teilliste der Liste der Baudenkmäler in Bayern. Grundlage ist die Bayerische Denkmalliste, die auf Basis des Bayerischen Denkmalschutzgesetzes vom 1. Oktober 1973 erstmals erstellt wurde und seither durch das Bayerische Landesamt für Denkmalpflege geführt wird. Die folgenden Angaben ersetzen nicht die rechtsverbindliche Auskunft der Denkmalschutzbehörde.

## Baudenkmäler nach Ortsteilen

### Egg an der Günz
| Lage                                     | Objekt                                   | Beschreibung | Akten-Nr.             | Bild           |
| ---------------------------------------- | ---------------------------------------- | --- | --------------------- | -------------- |
| Dr.-Eck-Platz 3 (Standort)               | Pfarrhof und Pfarrstadel                 | Zweigeschossiger Walmdachbau, 1790; Pfarrstadel, Satteldachbau mit Gesimsgliederung und korbbogigen Einfahrten, wohl 18. Jahrhundert                               | D-7-78-130-7 Wikidata | weitere Bilder |
| Dr.-Eck-Platz 4 (Standort)               | Katholische Pfarrkirche St. Bartholomäus | spätgotischer Saalbau mit Flachdecke und eingezogenem Chor unter Stichkappentonne, südlicher Satteldachturm, 15. Jahrhundert, Umbau 1873; mit Ausstattung          | D-7-78-130-1 Wikidata | weitere Bilder |
| Hauptstraße 5 (Standort)                 | Katholische Kapelle St. Rochus           | lisenengegliederter Saalbau mit halbrundem Schluss, im Kern 16./17. Jahrhundert, 1738 verändert; mit Ausstattung                                                   | D-7-78-130-2 Wikidata | weitere Bilder |
| Hauptstraße 37, Kirchenweg 12 (Standort) | Bauernhaus                               | stattlicher Mittertennbau, zweigeschossiger, giebelständiger Satteldachbau, 18. Jahrhundert; Kornkasten, eingeschossiger Blockbau mit Satteldach, bezeichnet 1716. | D-7-78-130-4 Wikidata | Bauernhaus     |

### Engishausen
| Lage                                                  | Objekt                           | Beschreibung | Akten-Nr.              | Bild           |
| ----------------------------------------------------- | -------------------------------- | --- | ---------------------- | -------------- |
| Engishausen 33 (Standort)                             | Katholische Kirche St. Sebastian | flachgedeckter Saalbau mit eingezogenem Chor, südlicher Turm mit Zwiebelhaube, über spätgotischem Kern Neubau von Sebastian Moz, 1766, Turm 1681; mit Ausstattung.                                                                                      | D-7-78-130-8 Wikidata  | weitere Bilder |
| Engishausen 35 (Standort)                             | Ehemalige Schule                 | zweigeschossiger Massivbau mit flache Walmdach und spätklassizistischer Gliederung, um 1880. | D-7-78-130-14 Wikidata | weitere Bilder |
| Engishausen 37 (Standort)                             | Ehemaliger Zehentstadel          | stattlicher zweigeschossiger giebelständiger Massivbau mit steilem Satteldach, profiliertem Traufgesims und Eckgesimsstücken, segmentbogiges Zufahrtstor und Ladeluken im straßenseitigen Giebel, 1765 (dendrochronologisch datiert), Umbauten 1833/34. | D-7-78-130-11 Wikidata | weitere Bilder |
| In Engishausen (gegenüber von Haus Nr. 49) (Standort) | Wegkapelle                       | pilastergegliederter Rechteckbau mit Rundbogenöffnung und Haubendach, um 1730/40; mit Ausstattung. | D-7-78-130-10 Wikidata | Wegkapelle     |
| Kapellenäcker (Standort)                              | Katholische Kapelle St. Maria    | neugotischer kleiner Satteldachbau mit halbrunder Apsis, zweite Hälfte 19. Jahrhundert; mit Ausstattung | D-7-78-130-9 Wikidata  | weitere Bilder |

### Inneberg
| Lage                                     | Objekt                         | Beschreibung                                                                              | Akten-Nr.              | Bild           |
| ---------------------------------------- | ------------------------------ | ----------------------------------------------------------------------------------------- | ---------------------- | -------------- |
| In Inneberg (Standort)                   | Katholische Kapelle St. Joseph | kleiner Rechteckbau mit polygonalem Schluss und Dachreiter, 1773; mit Ausstattung         | D-7-78-130-12 Wikidata | weitere Bilder |
| Kirchberg (südlich des Ortes) (Standort) | Katholische Kapelle St. Anton  | kleiner Rechteckbau mit Rundbogenöffnung und Steildach, 20. Jahrhundert; mit Ausstattung. | D-7-78-130-13          | weitere Bilder |

## Ehemalige Baudenkmäler
In diesem Abschnitt sind Objekte aufgeführt, die früher einmal in der Denkmalliste eingetragen waren, jetzt aber nicht mehr. Objekte, die in anderem Zusammenhang also z. B. als Teil eines Baudenkmals weiter eingetragen sind, sollen hier nicht aufgeführt werden. Aktennummern in diesem Abschnitt sind ehemalige, jetzt nicht mehr gültige Aktennummern.

| Lage                                                           | Objekt     | Beschreibung                                                                                | Akten-Nr.             | Bild       |
| -------------------------------------------------------------- | ---------- | ------------------------------------------------------------------------------------------- | --------------------- | ---------- |
| Egg an der Günz Hauptstraße 30, Unterer Eichenweg 2 (Standort) | Bauernhaus | stattlicher Mittertennbau, zweigeschossiger, giebelständiger Satteldachbau, 18. Jahrhundert | D-7-78-130-3 Wikidata | Bauernhaus |
| Egg an der Günz Hauptstraße 44 (Standort)                      | Bauernhaus | Mittertennbau, zweigeschossiger, giebelständiger Satteldachbau, 18. Jahrhundert             | D-7-78-130-5 Wikidata | Bauernhaus |